# معركة المباركة
مَعْرَكة المُباركة (مُحرَّم 517هـ / مارس 1123م) هي معركة وقعت بين الخلافة العبَّاسية بقيادة الخليفة الفضل المسترشد بالله، مع أمير البادية دبيس بن صدقة المزيدي. انتهت المعركة بانتصار العبَّاسيين وهروب دبيسًا من الواقعة.
خلال القرن السادس الهجري، اشتد الصراع بين الخلافة العباسية وبني مزيد حكام البادية العراقية. في أحد الأحداث البارزة بين الطرفين، أسر أمير البادية دبيس بن صدقة خادم الخليفة الفضل المسترشد بالله، ووجه رسالة تهديد تخلو من الاحترام إلى الخليفة. غضب المسترشد بالله من رسالة دبيس، ثم استدعى القائد العباسي البرسقي للقدوم إلى بغداد استعدادًا لتعبئة الجيش لمواجهة دبيسًا. تحرك الخليفة على رأس جيشه، وخرج لملاقاة دبيس في المباركة في مُحرَّم 516هـ / مارس 1123م. انقسمت الجيوش إلى صفوف متقابلة، وكان معسكر الخليفة مميزًا بأجواء الدُّعاء وتلاوة القُرآن، بينما اعتمد معسكر دبيس على إثارة الحماسة بالموسيقى والطرب والدعوات لنهب بغداد.
بدأت المعركة بشن هجومًا من جند دبيس، لكنها قوبلت بصمود الجيش العبَّاسي، حين مجموعةٍ منها بقيادة عماد الدين زنكي بهجومٍ مضاد أسفر عن هزيمة جيش دبيس. أُسر العديد من جنود دبيسًا، لينهزم الأخير، ثم انسحب هاربًا من المعركة بعد هزيمة جنده. بعد المعركة، حاول دبيس العثور على ملاذ بين القبائل العربية في نجد، إلا أن محاولاته لم تثمر بعد رفضها نجدته. استمر في محاولاته للتمرد على الخلافة، ونسَّق مع الصليبيين حصار حلب وأطمعهم بها، إلا أن محاولاته باءت بالفشل، لينتهي الأمر بانضمامه للملك طغرل الثاني السَّلجوقي، في سعي جديد لاستعادة نفوذه في العراق.

## خلفية الأحداث
كانت العلاقة سيئة بين الخلافة العبَّاسية وبنو مزيد حُكَّام البادية العراقيَّة، ومن ضمن إحدى الاصطدامات بينهما، حين أسر أمير البادية المزيدي دبيس بن صدقة عفيفًا خادم الخليفة، وحمَّله رسالة تهديد إلى الخليفة في بغداد، وبالغ في إظهار الوعيد، فجزّ شعر الخادم، وحلف لينهبنّ العاصمة بغداد ويُخرِّبها. وصل الخادم برسالة الأمير دبيس إلى الخليفة الفضل المُسترشد بالله، فاغتاظ وغضب، وأرسل إلى القائد آق سنقر البرسقيّ المتواجد في التبريز، للقدوم والاستعداد لحرب دُبيسًا، فجاء البرسقيّ إلى بغداد في رمضان سنة 516هـ / نوفمبر 1122م.

## مسير الخليفة للقاء دبيسًا
استدعى الخليفة الفضل المُسترشد بالله العساكر والأجناد، فجاءه سليمان بن مهارش أمير الحديثة في جمعٍ من عقيل، وقرواش بن مسلّم وغيرهم. وفي محاولة لتخويف الخليفة، شن أمير البادية دبيس بن صدقة حملة نهب على نهر ملك، فنهبها وارتكب عسكره جرائم عظيمة في أهلها، فجاء بعضًا من أهلها إلى بغداد، وحين عمّ خبر فساد جند دبيس في نهر ملك، أمر الخليفة بالنداء في بغداد لحشد أكبر عدد ممكن من الجند، ورغَّب في التطوُّع من العامَّة، فجاء خلقٌ كثير وفرَّق بينهم الأموال والسِّلاح. أدرك دبيس بتعاظم الأحوال ونيَّة الخليفة للسير نحوه، فكتب إليه يستعطفه ويسأله الرضاء عنه، فلم يجبه الخليفة، وخرج الخليفة المُسترشد بالله على رأس الجيش في 14 ذي الحجَّة سنة 516هـ / 12 فبراير 1123م، ونادى أهل بغداد: «النفير النفير، الغزاة الغزاة!»، وعبر المُسترشد بالله نهر دجلة، مرتديًا القباء الأسود، وعمامة سوداء، وطرحة، وعلى كفته البردة النَّبويَّة، وفي يده القضيب، ووسطه حديدٌ صيني، ورافقه في المسير وزير نظام الدين أحمد بن نظام الملك السَّلجوقي، ونقيب الطالبيِّين، ونقيب النُّقباء عليُّ بن طِراد، وشيخ الشُّيوخ صدر الدين إسماعيل، وغيرهم من وجهاء بغداد. قدِم القائد العبَّاسي البرسقيُّ مع جيشه من قرية جهار طاق، وحين رأى الشمسة، ترجّلوا جميعًا عن خيولهم، وقبَّلوا الأرض بالبعد من الخليفة حسب عادة الاحترام والطَّاعة السَّائدة آنذاك. كان عدد الجيش العبَّاسي ثمانية آلاف فارس، وخمسة آلاف مُقاتل، في حين كان عدد جيش دبيس بن صدقة نحو عشرة آلاف فارس، واثني عشر ألف مُقاتل.

## معركة المباركة
نزل المُسترشد بالله الحديثة وخيّم في نهر ملك مُستهل مُحرَّم سنة 516هـ / أوائل مارس 1123م، التي نهبها دبيس بن صدقة وجيشه سابقًا. استدعى الخليفة كُلًا من البرسقيّ والأمراء، واستحلفهم على المناصحة في الحرب، ثم ساروا إلى النيل حتى نزلوا في موضع المباركة ورأوا معسكر دبيس بن صدقة وجنده. جمع دبيسًا جنده صفًا واحدًا، ميمنة، وميسرة، وقلبًا، وجعل الرجّالة بين يدي الخيَّالة بالسلاح، ووعد جنده بنهب بغداد وسبي نسائها إذا انتصروا على الخليفة وجيشه، ثم اشتغلت الإماء بضرب الدُّفوف في معسكر دبيسًا لرفع الحماس، والمخانيث بالملاهي، في حين كان مُعسكر الخليفة ما بين قارئ قُرآن، ومُسبِّح، وداعٍ. تولى الأمير كرباوي بن خراسان أعلام الخليفة، في حين تولَّى الأمير العقيلي سليمان بن مُهارش السَّاقة، وأبو بكر بن إلياس البكجي مع الأمراء البكجيَّة في الميمنة.
هجم عنتر بن أبي العسكر في عددٍ من جند دبيسًا على ميمنة البرسقيّ، فتراجعت على أعقابها، وقُتل ابن أخيه للأمير أبي بكر البكجي، ثم عاد عنتر وحمل ثانيةً على ميمنة العبَّاسيين، فكان حالها في الرجوع على أعقابها، فلما رأى عسكر واسط العبَّاسيين ذلك، وأميرهم عماد الدين زنكي، شنوا هجومًا على عنتر بن أبي عسكر، وأتوهم منظهورهم فحُوصر عنترًا في الوسط، ليُؤسر عنتر، ومعه بريك بن زائدة، ولم يفلت أحد من جند عنتر من الأسر. لما اختلط الناس، خرج كمين على عسكر دُبَيسًا، فانهزموا جميعهم وألقوا نفوسهم في الماء، فغرق كثيرٌ منهم وقُتل آخرون. حين رأى الخليفة اشتداد الحرب، جرَّد سيفه وكبَّر، ثم تقدَّم إلى الحرب، لينهزم عسكر دُبَيسًا ويولَّى الأخير هاربًا. جيء للخليفة المُسترشد بالله بأسرى المعركة، فأمر بضرب أعناقهم صبرًا. لم يُقتل من جند الخليفة سوى عشرين فارسًا. وقعت نساء دبيس بن صدقة وسراريه في الأسر، سوى ابنة إيلغازي الأرتقي، وابنة عميد الدولة بن جهير، فإنهما كانتا بعيدتان عن الأحداث.

## ما بعد المعركة
بعد هزيمة جيش دبيس بن صدقة ونجاته من المعركة، نجا بفرسه وسلاحه وتمكن من الهروب من خيل الجيش العبَّاسي عابرًا الفرات، واختفى خبره لفترة طويلة، وغلب الظن بمقتله، ثم ظهر خبره حين قصد غُزيَّة من عرب نجد، وطلب مُحالفتهم، فامتنعوا عليه وقالوا: «إنا نُسخط الخليفة والسلطان»، فرحل إلى قبيلة المنتفق، فأجابوه، وقصدوا البصرة ونهبوها ثم غادروها. أرسل الخليفة المُسترشد بالله إلى البرسقيّ يعاتبه على إهماله أمر دُبَيس وما قام به من نهب للبصرة وتخريبها، فتجهّز البرسقيّ لملاقاة دُبيسًا، غير أن الأخير حين سمع بمجيئه، فر من البصرة حتى سار إلى قلعة جعبر، والتحق بالصَّليبيين وتعاون معهم، وساعدهم في حصار حلب (1124) وأطمعهم بأخذها، غير أنهم لم يظفروا بها، وعادوا عنها، ليفارقهم دُبيسًا، مُلتحقًا بالملك طغرل الثاني السَّلجوقي، وزيَّن له قصد العراق.

### فهرس المنشورات
1. 1 2 3 4  ابن الأثير (2005)، ص. 1624.
2. ↑  ابن الأثير (2005)، ص. 1624-1625.
3. ↑  ابن الأثير (2005)، ص. 1625.

### معلومات المنشورات كاملة
الكتب مرتبة حسب تاريخ النشر
- ابن الأثير الجزري (2005)، الكامل في التاريخ، مراجعة: أبو صهيب الكرمي، عَمَّان: بيت الأفكار الدولية، OCLC:122745941، QID:Q123225171